# Tokiko Kato
Tokiko Kato (加藤 登紀子 Katō Tokiko?), es una cantante, compositora y actriz japonesa, nacida el 27 de diciembre de 1943 in Harbin, Manchukuo.  Graduada de la Universidad de Tokio, y ha trabajado como profesora de cátedra en la Universidad Internacional Josai.

## Actriz
1. «Izakaya Chôji» (1983)
Película en el papel de Shigeko [2]
2. «Hachikō Monogatari» (1987)
Película en el papel de Tamiko
3. «Hana no kisetsu» (1990)
4. «Porco Rosso» (Kurenai no buta) (1992)
Película, en la voz de Jina-sama
5. «Open House» (1998)
6. «Oriume» (2002)
Película, en el papel de la Profesora Nakano
7. «Mokuyo kumikyoku» (2002)
Película, en el papel de Eiko
8. «Walkers: Maigo no Otonatachi» (2006)
Serie de televisión, 4 episodios

## Discografía
- 私の中のひとり 1970
Polydor Records
- この世に生まれてきたら 1974
Polydor Records
- いく時代かがありまして 1975
Polydor Records
- 回帰船 1976
Polydor Records
- さびた車輪 1977
Kitty Records
- A Siren Dream 1983
Polydor Records
- 日本哀歌集 1983
Polydor Records
- La Femme qui vient de Cypango 1991
Universal
- Hana 1995
Universal
- Hana 1999
Music Distribution[3]
- Tokiko Poesie 2000
Universal/Polygram
- World Of 2001
Sony Music Distribution
- Tokiko Songs 2001
Sony Music Distribution
- Tokiko Dance Odore Toki Wo Wasurete 2001
Sony Music Distribution
- Okinawajohka 2003
Universal Distribution
- Cypango 2004
Sony Music Distribution
- Ima Ga Ashita To Deau Toki 2004
Universal Distribution
- Doko Ni Itemo Watashi 2005
Universal Distribution
- Prime Selection Kato Tokiko 2006
Universal Distribution
- Chansons Tokiko France Joka 2006
Teichiku Records
- Kono Yo Ni Umarete Kitara 2006
Universal Distribution
- Manatsuno Yoruno Concert 2007
Universal Distribution